# Jovanka Radičević
Jovanka Radičević (Podgorica, 23. listopada 1986.), crnogorska rukometašica koja igra na poziciji desnog krila. Igra za makedonski klub Vardar i crnogorsku reprezentaciju. Visoka je 169 cm. Od 2004. do 2011. igrala je za ŽRK Budućnost.
- crnogorsko prvenstvo: 2005., 2006., 2007., 2008., 2009., 2010., 2011.
- crnogorski kup: 2005., 2006., 2007., 2008., 2009., 2010., 2011.
- mađarsko prvenstvo: 2012.
- mađarski kup: 2012.
- Regionalna liga: 2010., 2011.
- Kup pobjednika kupova: 2006., 2010.
- Liga prvaka: prvo mjesto 2013; drugo mjesto 2012; trece mjesto 2014.
- najbolje desno krilo EP 2012.

## Vanjske poveznice
- Profil